# Placocarpa mexicana
Placocarpa mexicana är en måreväxtart som beskrevs av Joseph Dalton Hooker. Placocarpa mexicana ingår i släktet Placocarpa och familjen måreväxter. Inga underarter finns listade i Catalogue of Life.